# Internetstiftelsen
Stiftelsen för Internetinfrastruktur, oftast kallad Internetstiftelsen, ansvarar för den svenska toppdomänen .se och främjar utvecklingen av internet. Kärnverksamhet är att administrera och sköta den tekniska driften av .se-domänerna, sedan 2013 ansvarar stiftelsen också för toppdomänen .nu. Utöver det driver Internetstiftelsen på en positiv utveckling av internet i Sverige genom flera olika initiativ. Enligt urkunden har stiftelsen "till ändamål att främja en god stabilitet i infrastrukturen för Internet i Sverige samt främja forskning, utbildning och undervisning inom data- och telekommunikation, särskilt med inriktning på Internet."

## Historia
Internet kom till Sverige i mitten av 1980-talet. Under 1987–1988 började det svenska universitetsdatanätet SUNET att använda internetprotokollen i ett landsomfattande nät med förbindelse till internet i USA. Så gjorde även det nordiska universitetsdatanätet NORDUnet. Redan 1986 lät Björn Eriksen på Enea Data registrera landstoppdomänen .se och kom då personligen att stå som innehavare av toppdomänen. Björn Eriksen började jobba på KTH 1988, vid KTHNOC. Arbetet med registreringen av domännamn bekostades då med medel från SUNET, NORDUnet och Ebone. KTH varken styrde över eller finansierade domännamnshanteringen.
Därefter gick utvecklingen snabbt. I takt med att verksamheten växte och mängden registreringar ökade under 1994–1995 försökte Björn, med stöd av bland annat KTH, att finna andra lösningar. Samtal inleddes med PTS som dock tackade nej med hänvisning till att ett sådant övertagande skulle ta flera år. Under hösten 1995 arbetade SIS-ITS, SNUS och PTS tillsammans fram en policy för hur domännamn skulle tilldelas i Sverige. ITS AG12 bildades 1995 av ITS för att hantera regler för tilldelning av domännamn.
Någon gång under vintern 1996–1997 påbörjade ISOC-SE sitt arbete med att ta fram en ny organisationsstruktur för domännamnshanteringen. Detta arbete gjordes i kontakt med bland annat KTH, Björn Eriksen, SNUS och ITS AG12.
ISOC-SE tog initiativ till och bildade Internetstiftelsen 1997. Stiftelsens urkund talar om två huvuduppgifter; dels att driva och utveckla internets svenska toppdomän .se och dels att i övrigt främja utvecklingen av internets infrastruktur i Sverige. Stiftelsen bildades på grund av att .se-domänen – framför allt efter webbens intåg – började växa allt snabbare. För att hantera katalogen och tillflödet av nya domännamn krävdes en stabilare organisation som hade förutsättningar att ta ett långsiktigt ansvar för drift och förvaltning av .se-domänen. I oktober 1997 skildes Björn Eriksen från ansvaret för .se-domänen. InterNIC i USA utsåg då den nybildade stiftelsen som ansvarig för .se-domänen.
Stiftelsen bildade bolaget NIC-SE som ett dotterbolag vars uppdrag var att praktiskt genomföra drift och administration av domännamnssystemet för toppdomänen .se. Stiftelsens och dotterbolagets verksamhet finansierades genom domännamnsavgifter.
År 1997 pågick även en utredning inom Statskontoret på regeringens uppdrag, för att utreda den svenska delen av internet. I utredningen bedömde Statskontoret att den organisation som ISOC-SE byggde upp för domännamnshantering hade förutsättning att fungera bra och ansåg även att regelverket för hantering av domännamn för .se var tillfyllest. Eftersom det i direktiven till Statskontoret särskilt angavs att ”staten endast i undantagsfall ingriper med reglering. Branschen skall i så stor utsträckning som möjligt ta ansvar för krav på nätoperatörer etc.”, beslöt Statskontoret att inte lägga fram något alternativt förslag till den gällande ordningen.
Fram till 2003 var det endast möjligt för juridiska personer att registrera en .se-domän (privatpersoner kunde dock registrera domänadresser under huvuddomänen .pp.se, där PP stod för just PrivatPerson) och tillväxten höll därför ett lågt tempo. I slutet av 2002 var antalet aktiva .se-domännamn drygt 106 000. I april 2003 liberaliserades reglerna så att även privatpersoner kunde registrera .se-domäner och tillväxten ökade kraftigt. I juni 2019 fanns cirka 1 500 000 .se-domännamn registrerade.
Det dröjde till 2006 innan området reglerades genom lagstiftning i Lag (2006:24) om nationella toppdomäner för Sverige på internet. I lagen anges Kommunikationsmyndigheten PTS som tillsynsansvarig myndighet. Som en följd av lagens tillkomst slogs stiftelsen och bolaget ihop och bildade en organisation.
Internetstiftelsen mottog 2010 utmärkelsen Svensk Kvalitet. Utmärkelsen Svensk Kvalitet är Sveriges mest prestigefyllda kvalitetsutmärkelse för framgångsrika organisationer. 2018 mottog Internetstiftelsen priset en andra gång.
2013 tog Internetstiftelsen över drift och administration av toppdomänen .nu. Detta har ifrågasatts av önationen Niue som har landskoden "nu" och har lett till rättsliga turer.
Närstående men formellt oberoende från Internetstiftelsen finns även Stiftelsen för telematikens utveckling (TU-stiftelsen), vars dotterbolag Netnod driver nationella knutpunkter för trafikutbyte mellan Internetoperatörer och servrar för exakt tidgivning över Internet.

### Namnbyten
När stiftelsen bildades fick den namnet Stiftelsen för internetinfrastruktur vilket också fortfarande är dess juridiska namn. 2006 ändrades namnet till .SE (Stiftelsen för internetinfrastruktur). Detta ändrades sedan till IIS 2014 och till Internetstiftelsen 2019.

### Tidslinje
- 1997: Internetstiftelsen bildas av ISOC-SE, vid tiden finns 50 000 registrerade .se-domäner
- 1997: NDR, Nämnden för Domännamnsregler i Sverige bildas som ett underorgan till NIC-SE[12]
- 2000: Konferensen Internetdagarna arrangeras för första gången.[13]
- 2001: I och med regelverk 3.0 som presenteras av NDR avregleras .SE-domänen[14] för första gången och exempelvis krav på länsbokstav slopas.
- 2003: Reglerna för registrering av .se-domännamn liberaliseras så att även privatpersoner kan registrera.
- 2003: Möjligheten att registrera .se-domännamn innehållande specialtecken som å, ä och ö införs.
- 2004: Internetstiftelsen startar Internetfonden.
- 2007: En FoU-avdelning inrättas och satsningar som Webbstjärnan och Digidel inleds. Samma år lanseras även mätverktyget Bredbandskollen.[15]
- 2009: Affärsmodellen ändras till en så kallade Registry/Registrarmodell. Det innebär att domännamnsinnehavare inte längre behöver vara kund hos Internetstiftelsen utan kan välja bland olika återförsäljare.
- 2010: Antalet registrerade .se-domäner passerar en miljon.
- 2013: Internetstiftelsen tar över drift och administration av toppdomänen .nu.
- 2014: Internetstiftelsen öppnar Sveriges första utpräglat digitala museum – Internetmuseum – som handlar om just internets historia.[16]
- 2017: Internetstiftelsen startar den öppna mötes- och innovationsplatsen Goto 10 i Stockholm.

## Verksamhet
Internetstiftelsen ansvarar för internets svenska toppdomän .se samt driften av toppdomänen .nu. För verksamhetsåret (kalenderår) 2017 hade stiftelsen en omsättning på 179 Mkr. I toppdomänen .se finns 2017 mer än 1 500 000 och mer än 79 500 IDN-domännamn som innehåller internationella tecken.
Drygt en tredjedel av intäkterna från affärsverksamheten finansierar en rad satsningar som syftar till människor ska kunna nyttja internet på bästa sätt och till att sprida kunskap om hur digitaliseringen påverkan på individ och samhället. Det här gör Internetstiftelsen både genom egna tjänster och produkter som till exempel mötesplatserna Goto 10, Internetdagarna och den årliga rapporten Svenskarna och internet samt genom att stötta fristående uppdrags- och forskningsprojekt.
Internetstiftelsen arrangerar varje år sedan år 2000 konferensen Internetdagarna och stödjer nätverksrelaterad forskning och utveckling, bland annat genom Internetfonden. Sedan 2007 driver stiftelsen konsumentverktyget Bredbandskollen där användare kan mäta hastigheten på sin internetuppkoppling i hemmet eller mobilen.
Genom åren har stiftelsen på flera sätt stöttat lärare i deras arbete med att undervisa elever i digital kompetens. Ansvarig för skolsatsningarna är Kristina Alexanderson. Mellan 2008 och 2018 arrangerades skoltävlingen Webbstjärnan,  som syftade till att utveckla användningen av internet i undervisningen. I och med den reviderade läroplanen som trädde i kraft 2018, där digital kompetens skrevs in som en del i flera olika ämnen, startade Internetstiftelsen den öppna lärresursen Digitala lektioner för att vara ett stöd i lärares arbete med digital källkritik, programmering och andra färdigheter som ingår i digital kompetens. För att främja intresset hos barn för hur datorer, programmering och nätet fungerar arrangerade var Internetstiftelsen också en av de första att arrangera så kallade barnhack, Måns Jonasson har varit drivande bakom detta arbete.
Internetstiftelsen ger varje år ut rapporten 'Svenskarna och internet' som är en årlig studie av svenska folkets internetvanor. Studien har pågått sedan år 2000 och är landets största individundersökning om internetanvändning. Studien omfattar cirka 3 000 deltagare som svarar via telefonintervju eller webbenkät och baseras på ett slumpvist urval av befolkningen från 11 år och uppåt. Sedan år 2010 är Internetstiftelsen huvudman för studien. Svenskarna och internet är en del av World Internet Project, ett internationellt forskningsprojekt som följer internets spridning och användning runt om i världen.

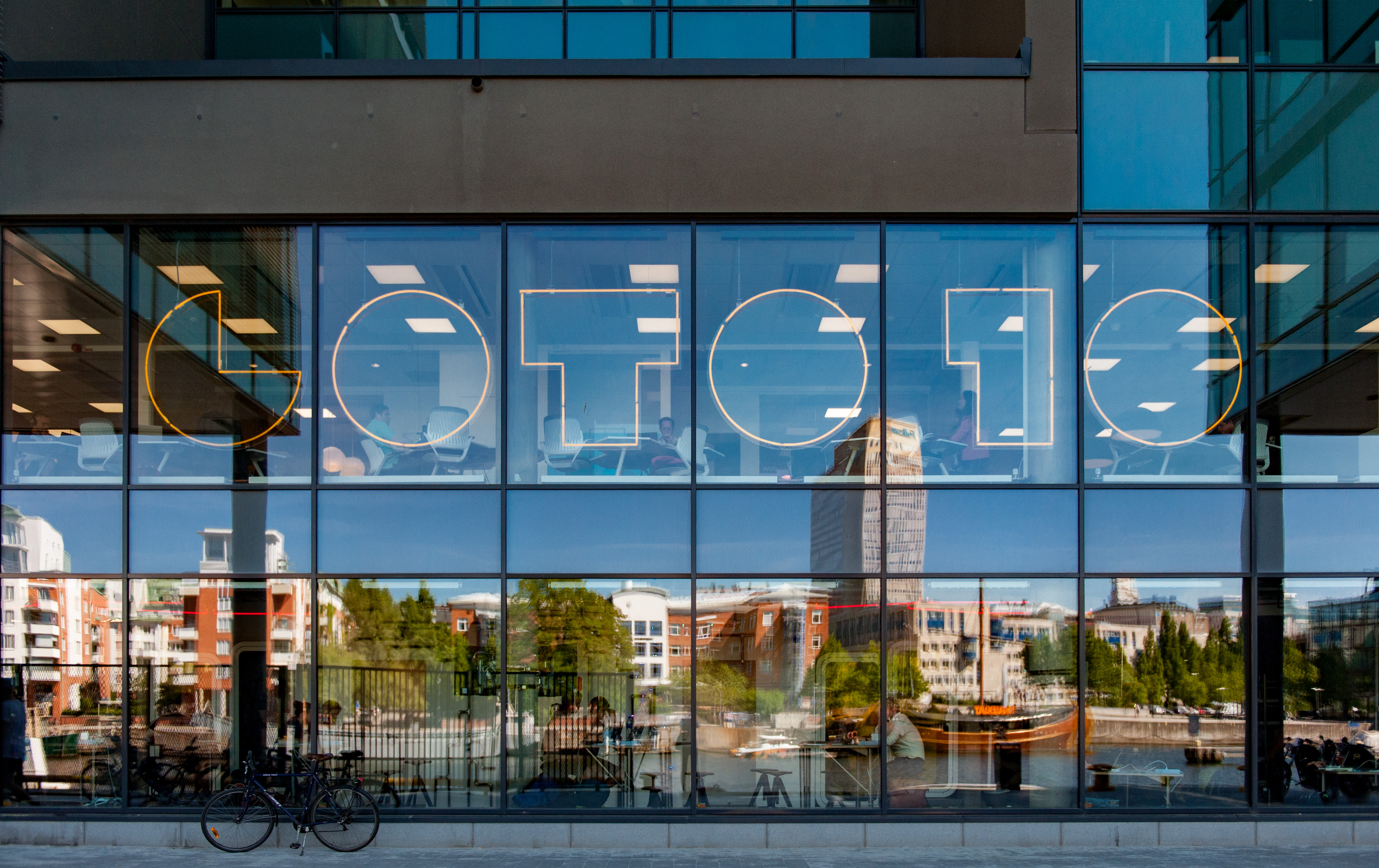
Goto 10.

Internetstiftelsen testar också på uppdrag av ICANN alla världens nya toppdomäner. Ytterligare ett affärsområde är så kallade identitetsfederationer som används för att förenkla inloggning i identitets- och kontohantering för både användare och leverantörer av olika tjänster inom skola, hälso- och sjukvård. 
I december 2014 öppnade Internetstiftelsen Sveriges första Internetmuseum, Internetmuseum.se. Syftet är att öka intresset för internet och dess historia. 2016 valdes Internetmuseum som det första utpräglat digitala museet in i riksförbundet Sveriges Museer. Internetmuseum har bland annat dokumenterat en rad svenska internetpionjärers berättelser samt gjort ett flertal olika utställningar, bland annat om kvinnliga IT-pionjärer och webbdesign.
År 2017 startade Internetstiftelsen Goto 10 som är Stockholmregionens enda kostnadsfria start- och mötesplats för alla som vill utveckla sin internetidé – med eller utan affärsidé eller startup-planer. Bland annat erbjuder man arbetsplatser och upplåter lokalerna till möten och workshops.

## Forskningssamarbeten
Internetstiftelsen bidrar till forskning med inriktning på internet, som kopplar till stiftelsens olika verksamhetsområden. Exempel på forskningssamarbeten är
- Internet som katalysator för innovation (HHS) (forskning inom internet och innovationskraft – Handelshögskolan Stockholm).
- Folkbildning och skolsatsningar (forskning inom källkritik – Lunds universitet)
- Digital delaktighet och DigidelCenter (effekter av digital delaktighet – Linköpings universitet)
- Internets infrastruktur (satsning tillsammans med Karlstads universitet)

## Främjande av internetinfrastruktur och teknikutveckling
Internetstiftelsens urkund slår fast att ett eventuellt överskott ska förbättra stabiliteten i infrastrukturen för internet i Sverige samt främja forskning, utbildning och undervisning med inriktning på internet.
Bland de större utvecklingsinsatser som Internetstiftelsen har medverkat i är framtagandet av standarder och praktiska verktyg för DNSSEC, speciellt i form av OpenDNSSEC i samarbete med bland andra Kirei, SURFNet och Nominet. När Internetstiftelsen i januari 2008 lanserade DNSSEC, säkerhetstillägg till DNS för att få en starkare garanti att det verkligen är den auktoriativa namnserverns uppgifter som levereras till slutanvändaren, så var .se-domänen den första toppdomän i världen som införde DNSSEC. Andra utvecklingsprojekt Internetstiftelsen står bakom är två tjänster för kontroll av namn-, respektive mailservrar: DNSCheck och Mailcheck.
Tillsammans med sin franska motsvarighet Afnic har Internetstiftelsen utvecklat DNS-testverktyget Zonemaster. Ambitionen är att samarbetet ska resultera i att Zonemaster blir en de facto standard för DNS-tester. Zonemaster är ett program designat för att hjälpa människor att kontrollera, mäta och förhoppningsvis också bättre förstå hur DNS fungerar.
Tillsammans med Post- och telestyrelsen och konsumentverket har Internetstiftelsen utvecklat programmet TPTEST med vilket konsumenter själva kan utvärdera sin bredbandsanslutning. Sedan oktober 2007 finns detta verktyg enkelt tillgängligt som en kostnadsfri webbtjänst under namnet Bredbandskollen, som är ett projekt som finansieras av det överskott som domännamnsavgifterna genererar.